# Guigó IV de Forez
Guigó IV de Forez (nascut vers el 1199 - mort el 29 d'octubre de 1241), comte de Forez (1203- 1241) i consort de Nevers, Auxerre, i Tonnerre

## Història
Guigó IV era el fill de Guigó III, comte de Forez i d'Alícia de Suilly. Quan va morir el seu pare era jove i va estar sota regència del seu oncle Renald arquebisbe de Lió.
Es va casar en primeres noces, el 1205, amb Felipa Matilda (o Felipa Mafalda) de Dampierre, filla de Guiu II de Dampierre, senyor de Dampierre i de Borbó, amb la que no va tenir fills.
En segones noces es va casar amb Ermengarda d'Alvèrnia (+1225), filla de Guiu II d'Alvèrnia qui li va donar dos fills, que foren successivament comtes de Forez:
- Guigó V,[2] comte de Forez, que el va succeir.
- Renald de Forez, que va esdevenir igualment comte de Forez després de la defunció del seu germà gran.[3]

Es va casar en terceres noces el 1226 amb Matilde de Courtenay, vídua d'Arveu IV de Donzy (comte de Nevers i de Tonnerre) que era comtessa de Nevers, Auxerre i Tonnerre i filla de Pere II de Courtenay, de la qual va tenir:
- Artauda, casada amb Artau o Artald IV senyor de Roussillon i altres llocs, vidu de Maria de Ginebra. El seu fill gran Guillem de Roussillon, casat amb Beatriu de la Tour, obtindrá per donació del seu cosí, la senyoria d'Annonay el 1271.